# Feitknechtita
La feitknechtita és un mineral de la classe dels òxids. Rep el nom en honor de Walter Feitknecht (Schüpfen, Suïssa, 14 de desembre de 1899 - Berna, Suïssa, 1975), professor de química de la Universitat de Berna, i investigador sistemàtic relacionat amb els minerals d'òxid de manganès. Va ser el primer en sintetitzar el compost.

## Característiques
La feitknechtita és un hidròxid de fórmula química Mn3+O(OH). Es tracta d'una espècie aprovada per l'Associació Mineralògica Internacional, i publicada per primera vegada el 1965. Cristal·litza en el sistema trigonal.
Segons la classificació de Nickel-Strunz, la feitknechtita pertany a «04.FE - Hidròxids (sense V o U) amb OH, sense H₂O; làmines d'octaedres que comparetixen angles» juntament amb els següents minerals: amakinita, brucita, portlandita, pirocroïta, theofrastita, portlandita, pirocroïta, bayerita, doyleïta, gibbsita, nordstrandita, boehmita, lepidocrocita, grimaldiïta, heterogenita, litioforita, quenselita, ferrihidrita, feroxihita, vernadita i quetzalcoatlita.

## Formació i jaciments
Va ser descoberta a la mina Franklin, situada a la localitat homònima dins el districte miner de Franklin, al comtat de Sussex (Nova Jersey, Estats Units). També ha estat descrita a Mèxic, Sud-àfrica, Suïssa, Gal·les, Suècia i el Japó.